# Adanech Abebe
Adanech Abebe   (segle XX) és una política i advocada etíop que exerceix com a trenta-dosena alcaldessa d'Addis Abeba des del 2021. Va ser tinenta d'alcalde des del 2020 fins al 2021. Anteriorment, va ser la ministra d'Ingressos i Autoritat de Duanes des del 2018 fins al 2020, quan es va convertir en la primera dona a assumir el paper de fiscal general federal d'Etiòpia. És la primera dona que ocupa l'alcaldia des que es va crear el càrrec l'any 1910.